# Nisse Skoog
Nils (Nisse) Erik Roland Skoog, född 15 december 1921 i Maria Magdalena församling, Stockholm, död 5 juni 2014 i Västerleds församling, var en svensk jazzmusiker (trumpetare), scenograf, grafiker, reklamtecknare och skulptör. 
Han var son till spårvägsmannen Oscar Fredrik Skoog och Lilly Emilia Mattson och från 1952 gift med skådespelaren Jane Antoniazzi. Efter avslutad skolgång bedrev han först musikstudier under tre år vid Kungliga Musikhögskolan och var i början av 1950-talet en berömd jazztrumpetare som turnerade över hela landet. Han satte upp ett eget jazzband som blev mer eller mindre ett husband på danssalongen Nalen. På sin fritid studerade han vid Anders Beckmans reklamskola under fyra år och blev därefter krokilärare vid skolan. Mer eller mindre samtidigt studerade han vid konsthögskolan grafiklinje 1952–1957. Allt eftersom hans intresse och verksamhet inom konsten tilltog minskade tiden för hans musikaliska framträdanden och i slutet av 1950-talet lade han trumpeten på hyllan.
Han arbetade med affischer, reklamtryck och hjälpte Yngve Gamlin att dekorationsmåla olika offentliga lokaler. Han utförde även textilformgivning för Göta Trägårdh och Stobo. Med sitt sinne för dekorativa effekter blev han anlitad för en rad monumentalkompositioner, bland annat utförde han en fris i koppar för Folkets hus i Stockholm 1959–1960, järn- och kopparsmide för Handelsbanken i Farsta, glasmosaik för Lycksele medborgarhus. Han medverkade i Nationalmuseums utställning Unga tecknare, Grafiska sällskapets utställning på Gummesons konsthall, Ung grafik i Lund, Team Beckman på Röhsska konstslöjdmuseet, Svenska teckningar på Svensk-franska konstgalleriet och Svensk reklamkonst på Lilla galleriet i Stockholm samt internationella grafikutställningar. 
Han arbetade med de flesta grafiska teknikerna och utförde illustrationer för Sveriges radio och en serie etsningar till August Strindbergs Röda rummet. Skoog är representerad vid bland annat Nationalmuseum, Moderna Museet  och Norrköpings konstmuseum.
1983 gav Postverket ut frimärken till 100-årsminnet av Hjalmar Bergmans födelse. Ett av märkena, Clownen Jac, graverades efter en förlaga av Skoog. Nisse Skoog är begravd på Katolska kyrkogården i Stockholm.

## Teater

### Scenografi
| År   | Produktion                                                                                                   | Upphovsmän                                                           | Regi             | Teater                                  | Noter      |
| ---- | --- | -------------------------------------------------------------------- | ---------------- | --------------------------------------- | ---------- |
| 1959 | Oh, revy | Stig Bergendorff och Gösta Bernhard                                  | Gösta Bernhard   | Casinoteatern                           | Scenografi |
| 1964 | Nya ryck i snöret, revy                                                                                      | Emil Norlander, Povel Ramel, Beppe Wolgers                           | Åke Falck        | Idéonteatern                            | Scenografi |
| 1964 | Sankta Johanna St Joan                                                                                       | George Bernard Shaw                                                  | Per Gerhard      | Vasateatern                             | Scenografi |
| 1965 | O | Sandro Key-Åberg                                                     | Claes von Rettig | Stockholms stadsteater på Lilla Teatern | Scenografi |
| 1966 | Tjuvarnas bal Le bal des vouleurs                                                                            | Jean Anouilh                                                         | Kotti Chave      | Skansens friluftsteater                 | Scenografi |
| 1966 | Kaktusblomman Fleur du cactus                                                                                | Pierre Barillet och Jean-Pierre Grédy                                | Per Gerhard      | Vasateatern                             | Scenografi |
| 1967 | Den jäktade Den stundesløse                                                                                  | Ludvig Holberg                                                       | Kotti Chave      | Skansens friluftsteater                 | Scenografi |
| 1968 | Älskling, du vet att jag inte hör dig när vattnet rinner You Know I Can't Hear You When The Water Is Running | Robert Anderson Översättning Torsten Ehrenmark                       | Per Gerhard      | Lilla Teatern                           | Scenografi |
| 1969 | Garden Party Relatively Speaking                                                                             | Alan Ayckbourn                                                       | Stig Olin        | Vasateatern                             | Scenografi |
| 1970 | 40 karat Quarante carats                                                                                     | Pierre Barillet och Jean-Pierre Grédy Översättning Lennart Lagerwall | Per Gerhard      | Vasateatern                             | Scenografi |
| 1971 | Hur andra älskar How The Other Half Loves                                                                    | Alan Ayckbourn Översättning Per Gerhard                              | Per Gerhard      | Vasateatern                             | Scenografi |
| 1972 | Fången på Andra avenyn The Prisoner of Second Avenue                                                         | Neil Simon Översättning Per Gerhard                                  | Per Gerhard      | Vasateatern                             | Scenografi |